# Hydropolis

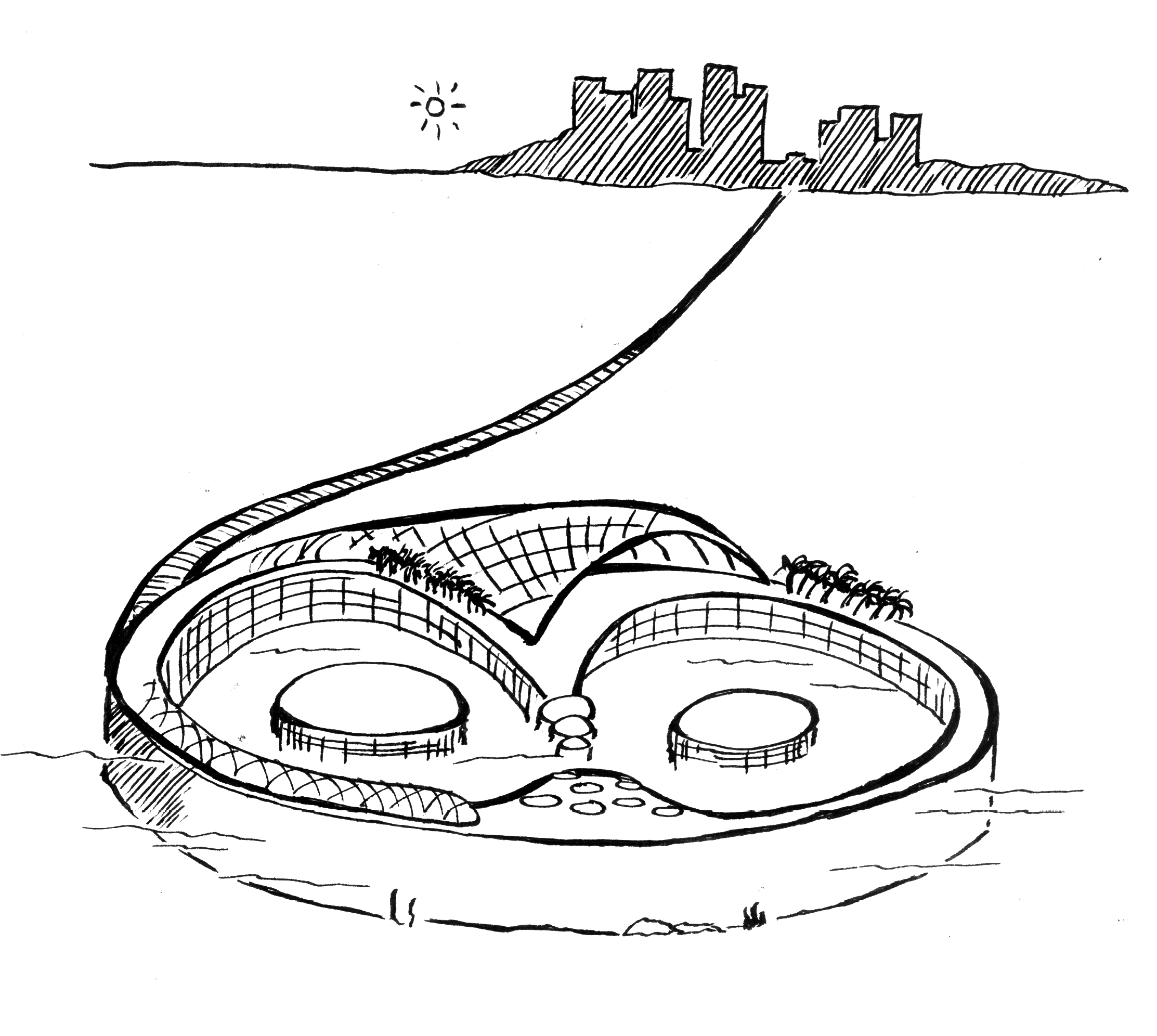
Esquisse de l’hôtel

L'Hôtel Hydropolis Underwater Resort était un hôtel proposé et conçu par le professeur Roland Dieterle qui aurait été le premier complexe hôtelier de luxe sous-marin. Il était prévu d'être situé à 20 mètres en dessous de la surface du golfe Persique, juste à côté de Jumeira Beach à Dubaï , et devrait coûter 300 millions de dollars à construire. L'hôtel sous-marin aurait été l'un des hôtels les plus chers de la terre. L'hôtel a été conçu en 2006, le  projet est retardé en 2008, et en juin 2010, aucune construction ni fondation n'a eu lieu.